# Temoridae
- Commons
- Wikispecies

Temoridae é uma família de copépodes, contendo os seguintes gêneros:
- Epischura S. A. Forbes, 1882
- Epischurella Smirnov, 1936[2]
- Eurytemora Giesbrecht, 1881
- Ganchosia Oliveira, 1946
- Heterocope G. O. Sars, 1863
- Lahmeyeria Oliveira, 1946
- Temora Baird, 1850